# Пьер I де Куртене
Пьер I де Куртене (фр. Pierre I de France, de Courtenay; Пьер де Франс, ок. 1126 — 10 марта 1180/ 10 апреля 1183, Палестина) — сеньор де Куртене, де Монтаржи, де Шато-Ренар, де Шампинель, де Танле, де Шарни и де Шарантон, младший сын короля Франции Людовика VI Толстого  и Аделаиды Савойской. Основатель второго Дома Куртене.

## Биография

Герб рода де Куртенэ

О биографии Пьера известно очень мало. Вместе со своими старшими братьями, королём Франции Людовиком VII и Робертом I де Дрё Пьер участвовал во Втором крестовом походе. 
В 1150-х годах Пьер женился на Елизавете, дочери Рено де Куртене, также участвовавшего в походе. По договору с тестем Пьер в качестве приданого получил сеньорию Куртене в Шампани. Неизвестно, по какой причине Рено отказался от своих владений. Возможно он был приверженцем Алиеноры Аквитанской. После её развода с Людовиком VII Рено отправился вслед за вторым мужем Алиеноры, Генрихом II Плантагенетом, в Англию, где получил новые владения, Пьер же остался правителем Куртене. В состав его владений кроме Куртене входили также сеньории Монтаржи, Шато-Ренар, Шампинель, Танле, Шарни и Шарантон.
В 1179 году Пьер построил в Монтаржи одноимённый замок. В том же году он принял крест и присоединился к армии графа Шампани Генриха I, отправившейся в Иерусалимское королевство, где и умер до 1183 года. Согласно некрологу Ла Кур-Дье Пьер умер 10 марта.

## Семья
Жена: 1150/1155 Елизавета де Куртене (1127—1205), дама де Куртене, дочь Рено, 4-го сеньора де Куртене, и Елены (Елизаветы), дочери Фредерика дю Донжон. Дети:
- Пьер II (ок. 1155 — после 1219), сеньор де Куртене с 1180/1183, граф Невера 1184—1207, граф Осера и Тоннера 1184—1217, маркиз Намюра 1193—1217, император Латинской империи 1217
- Дочь (ок. 1158 — ?); муж: Эд де ла Марш
- Алиса (ок. 1160 — 12 февраля 1218); 1-й муж: с ок. 1178 (разв. 1186) Гильом I (ум. 15 февраля 1220), граф де Жуаньи; 2-й муж: с 1186 Эмар I (ок. 1160 — 16 июня 1202), граф Ангулема
- Эсташия (ум. после 1235); 1-й муж: Гильом де Бриенн (ум. 1194/1199), сеньор де Рамерю; 2-й муж: с 1200 Гильом I де Шамплит (ум. 1209/1210), князь Ахейский; 3-й муж: с ок. 1211 Гильом I (ум. 1217), граф Сансерра
- Клеменс; муж: с до 1185 Ги V (ум. после 1185), сеньор де Тьер.
- Роберт (ок. 1168 — 5 октября 1239), сеньор де Шампиньель, де Шато-Ренар, де Шарни-ан-Гатине и де Конш 1205, Великий виночерпий Франции 1223, родоначальник ветви сеньоров де Шампиньель
- Филипп (ум. после 1186)
- Изабелла (1169 - ум. после 1194); муж: Эмон III де Шарос (ум. после 1221)
- Констанция (ок. 1168 — после 1231); 1-й муж: Гас де Пуасси (ум. 14 августа 1189), сеньор де Шатофор; 2-й муж: Гильом де Бретёйль (ум. до 1231, сеньор де ла Ферте-Арно и де Вильепрё
- Гильом (ок. 1172 — ок. 1233/1248), сеньор де Танле и де Мелли-ле-Шато, родоначальник ветви сеньоров Танле